# Schurwald
Schurwald este o arie protejată (arie specială de conservare — SAC, sit de importanță comunitară — SCI) din Germania întinsă pe o suprafață de 3.055,28 ha, integral pe uscat.

## Localizare
Centrul sitului Schurwald este situat la coordonatele 48°45′44″N 9°29′32″E / 48.7622°N 9.4922°E.

## Înființare
Situl Schurwald a fost declarat sit de importanță comunitară în ianuarie 2005 pentru a proteja 1 specie de plante și 7 specii de animale. Situl a fost protejat și ca arie specială de conservare în ianuarie 2019.

## Biodiversitate
Situată în ecoregiunea continentală, aria protejată conține 14 habitate naturale: Lacuri eutrofice naturale cu vegetație de tip Magnopotamion sau Hydrocharition, Cursuri de apă de la nivel de câmpie la nivel montan, cu vegetație Ranunculion fluitantis și Callitricho-Batrachion, Pajiști uscate europene, Pajiști uscate seminaturale și facies de acoperire cu tufișuri pe substraturi calcaroase (Festuco-Brometalia) (* situri importante pentru orhidee), Liziere de ierburi înalte hidrofile de câmpie și de nivel montan până la alpin, Fânețe de joasă altitudine (Alopecurus pratensis, Sanguisorba officinalis), Izvoare petrifiante cu formare de travertin (Cratoneurion), Mlaștini alcaline, Pante stâncoase silicioase cu vegetație casmofită, Peșteri inaccesibile publicului, Păduri de fag Luzulo-Fagetum, Păduri de fag Asperulo-Fagetum, Păduri pe pante, grohotișuri și ravene de Tilio-Acerion, Păduri aluvionare cu Alnus glutinosa și Fraxinus excelsior (Alno-Padion, Alnion incanae, Salicion albae).
La baza desemnării sitului se află mai multe specii protejate:
- plante (1): mușchi (Dicranum viride)
- amfibieni (2): izvoraș-cu-burta-galbenă (Bombina variegata), triton cu creastă (Triturus cristatus)
- mamifere (1): liliac comun (Myotis myotis)
- nevertebrate (4): Austropotamobius torrentium, Euplagia quadripunctaria, rădașcă (Lucanus cervus), Osmoderma eremita Complex